# Liepgarten
Liepgarten település Németországban, Mecklenburg-Elő-Pomeránia tartományban. Lakosainak száma 800 fő (2023. december 31.). Liepgarten Meiersberg, Ferdinandshof, Torgelow, Eggesin és Ueckermünde községekkel határos.

## Népesség
A település népességének változása:
| Lakosok száma | 775  | 768  | 791  | 801  | 800  |
|               | 2017 | 2019 | 2021 | 2022 | 2023 |